# Peter Simon Pallas
Peter Simon Pallas (Berlino, 22 settembre 1741 – Berlino, 8 settembre 1811) è stato un biologo, zoologo e botanico tedesco.
Dopo la laurea in Scienze Biologiche all'Università di Berlino, intraprese una serie di spedizioni scientifiche consecutive in Russia, ove rinvenne i resti del mammut e nel 1772 scoprì vicino a Krasnojarsk, in Siberia, la prima pallasite, un tipo di meteorite costituito da cristalli di olivina inglobati in una matrice di ferro-nickel.
Ha dato il suo nome a una serie di specie, fra le quali il gatto di Pallas.

## Alcuni taxa denominati in suo onore
- Araneus pallasi (Thorell, 1875), ragno della famiglia Araneidae
- Cinclus pallasii (Cabanis, 1851), uccello passeriforme della famiglia Cinclidae
- Emberiza pallasi (Cabanis, 1851), uccello della famiglia Emberizidae
- Ligia pallasi Brandt, 1833, crostaceo isopode della famiglia Ligiidae
- Neogobius pallasi (L. S. Berg, 1916), pesce della famiglia Gobiidae
- Ochotona pallasi Gray, 1867, mammifero lagomorfo della famiglia Ochotonidae
- Theridion pallasi Ponomarev, 2007, ragno della famiglia Theridiidae

## Opere

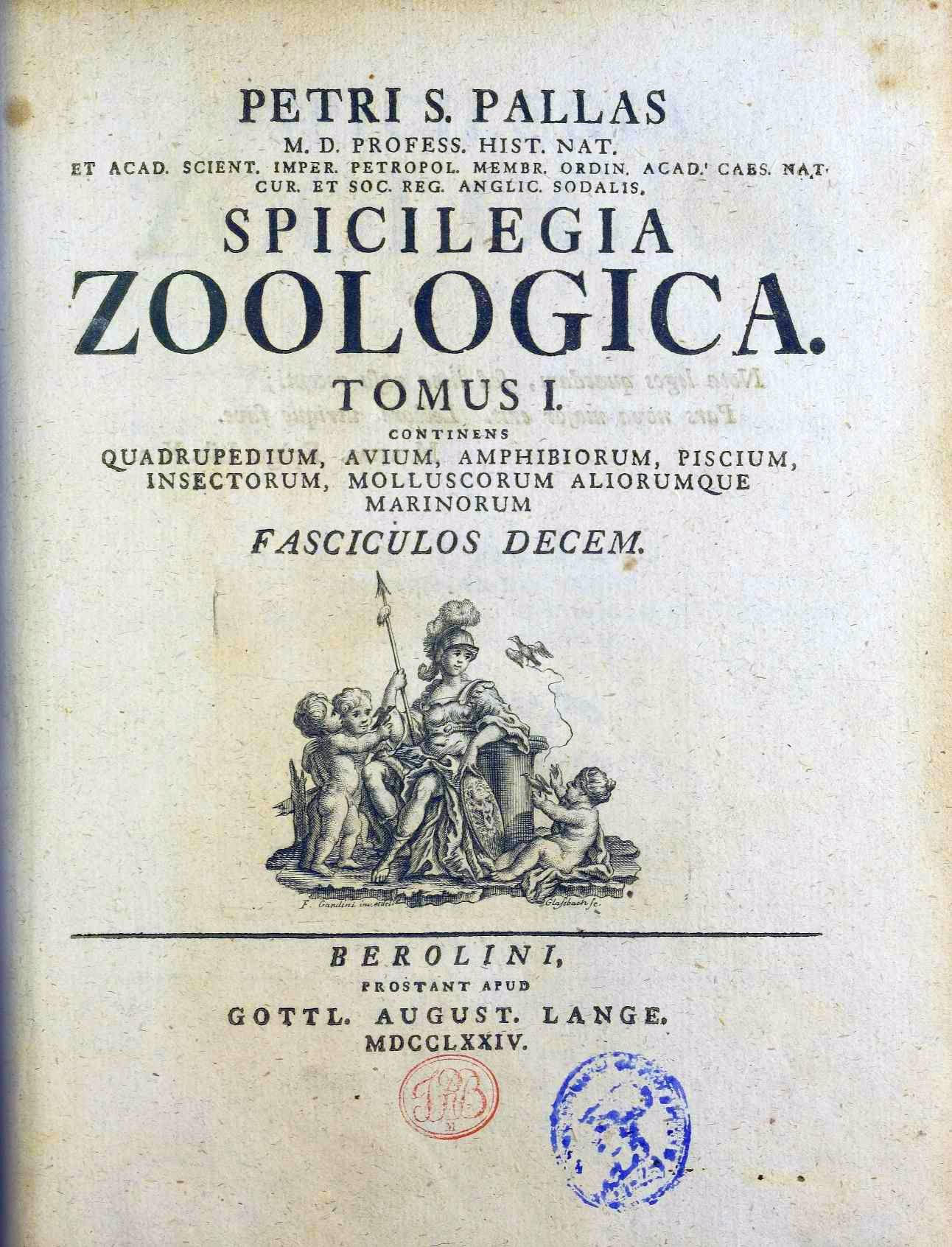
Spicilegia zoologica, 1774

- (LA) Elenchus zoophytorum, Den Haag, Franz Varrentrapp, 1766.
- (LA) Spicilegia zoologica, vol. 1, Berlin, Gottlieb August Lange, 1774.
- (LA) Spicilegia zoologica, vol. 2, Berlin, Gottlieb August Lange, 1767.
- (LA) Spicilegia zoologica, vol. 3, Berlin, Gottlieb August Lange, 1767.
- (LA) Spicilegia zoologica, vol. 4, Berlin, Gottlieb August Lange, 1767.
- (LA) Spicilegia zoologica, vol. 5, Berlin, Gottlieb August Lange, 1769.
- (LA) Spicilegia zoologica, vol. 6, Berlin, Gottlieb August Lange, 1769.
- (LA) Spicilegia zoologica, vol. 7, Berlin, Gottlieb August Lange, 1769.
- (LA) Spicilegia zoologica, vol. 8, Berlin, Gottlieb August Lange, 1770.
- (LA) Spicilegia zoologica, vol. 9, Berlin, Gottlieb August Lange, 1772.
- (LA) Spicilegia zoologica, vol. 10, Berlin, Gottlieb August Lange, 1774.
- Miscellanea Zoologica Quibus novae imprimis atque obscurae Animalium Species Describuntur, 1778